# Pediasia bizonelloides
Pediasia bizonelloides là một loài bướm đêm trong họ Crambidae.